# Nigei Island
Nigei Island är en ö i Kanada.   Den ligger i provinsen British Columbia, i den sydvästra delen av landet, 3 800 km väster om huvudstaden Ottawa. Arean är 64 kvadratkilometer.
Terrängen på Nigei Island är lite kuperad. Öns högsta punkt är 357 meter över havet. Den sträcker sig 9,4 kilometer i nord-sydlig riktning, och 14,5 kilometer i öst-västlig riktning.
I omgivningarna runt Nigei Island växer i huvudsak barrskog. Trakten runt Nigei Island är nära nog obefolkad, med mindre än två invånare per kvadratkilometer.  Klimatet i området är tempererat. Årsmedeltemperaturen i trakten är 6 °C. Den varmaste månaden är juli, då medeltemperaturen är 12 °C, och den kallaste är januari, med −1 °C.